# Amtsgericht Eibenstock
Das Amtsgericht Eibenstock war ein Gericht der ordentlichen Gerichtsbarkeit und ein Amtsgericht in Sachsen mit Sitz in Eibenstock.

## Geschichte
In Eibenstock bestand bis 1879 das Gerichtsamt Eibenstock als Eingangsgericht. Im Rahmen der Reichsjustizgesetze wurden 1879 im Königreich Sachsen die Gerichtsämter aufgehoben und Amtsgerichte, darunter das Amtsgericht Eibenstock, geschaffen. Der Gerichtssprengel umfasste Eibenstock, Blauenthal mit Sandleithe, Spitzleithe und Vorderplänerleithe, Carlsfeld mit Blechhammer und Weiterswiese, Hundshübel mit Kohlhau, Muldenhammer, Neidhardtsthal mit neuem Werk, Neuheide, Oberstützengrün mit Neulehn, Schönheide mit Ascherwinkel, Baumannsberg, Fuchswinkel, Heinzwinkel, Marquardswinkel, Webersberg und Ziegelleithe, Schönheiderhammer mit Uttmanns Vorwerk, Sosa mit Zimmersacher und den Auersberger Häusern, Lochhäusern, Riesenberger Häusern, rother Grube, rothem Mann, Biergesell und Fritzschhaus, Unterstützengrün, Weitersglashütte, Wildenthal mit Oberwildenthal und Rehhübel, Wolfsgrün (Oberblauenthal) und die Auersberger, Eibenstocker, Wildenthaler, Hundshübler Schönheider, Sosaer und Carlsfelder Forstreviere. Das Amtsgericht Eibenstock war eines von 16 Amtsgerichten im Bezirk des Landgerichtes Zwickau. Der Amtsgerichtsbezirk umfasste danach 19.822 Einwohner. Das Gericht hatte damals eine Richterstelle und war ein sogenanntes kleines Amtsgericht im Landgerichtsbezirk.

## Gerichtsgebäude

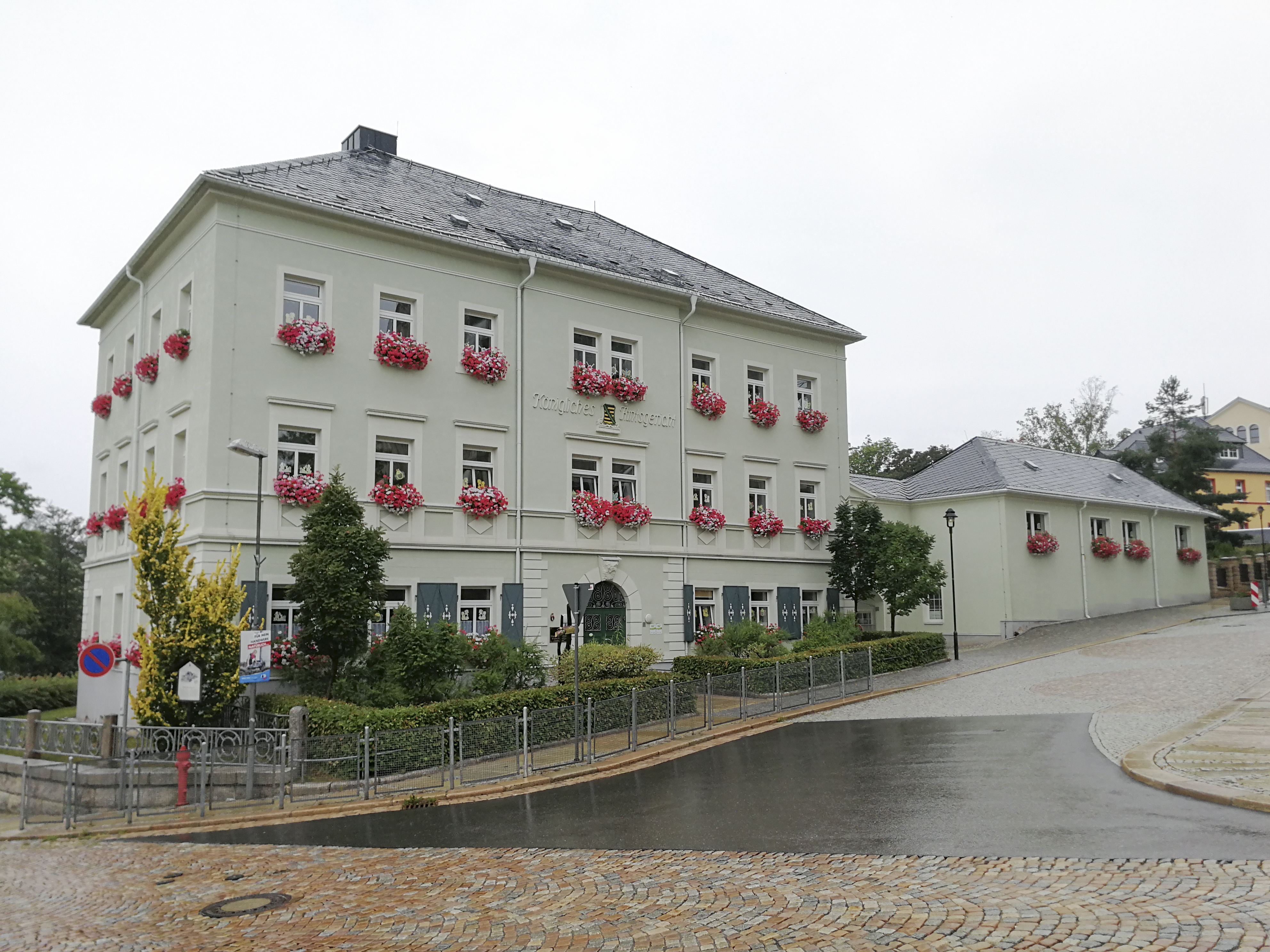
Ehem. Gerichtsgebäude (2019)

Das Amtsgericht nutzte das 1835 erbaute Gebäude des Gerichtsamtes (Schönheider Straße 6). Es handelt sich um ein dreigeschossiges Gebäude. Es ist ortsgeschichtlich und baugeschichtlich von Bedeutung und steht daher unter Denkmalschutz.